# Ай-Илья
Ай-Илья (также Ай-Илья большой, Биюк-Ай-Лия; укр. Ай-Ілля) — источник в Крыму, на территории большой Алушты, в верховье балки Ай-Илья, одной из составляющих реки Ла-Илья. Находится на восточном склоне горы Парагильмен, на высоте 576 м над уровнем моря. Входит группу из 3 находящихся невдалеке друг от друга родников Ай-Илья большой, Ай-Илья малый, или Кучук-Ай-Лия (44°38′18″ с. ш. 34°20′31″ в. д., высота над уровнем моря 578 м) и Темерешин, или Темерешин-кишласын Чокрак (44°38′18″ с. ш. 34°20′25″ в. д., высота над уровнем моря 596 м).

## Описание
Дебет источника, по сведениям Николая Рухлова, изложенным в труде «Обзор речных долин горной части Крыма» 1915 года, приводит цифру в 97000 вёдер (примерно 14 л/сек), температура воды была установлена в 8,8 °C. В настоящее время родник оборудован стандартным бетонным домиком водозабора 1970-х годов, вода отводится в трубу для водопровода и в «Горное озеро».

Источник встречается в «Путеводителе по Крыму для путешественников» М. А. Сосногоровой 1871 года, где кратко упоминается средневековый греческий монастырь во имя святого Ильи у родника 
…обширный древний монастырь св. Ильи, при источнике, вытекающем из под алтаря церкви. Кучи камней от построек и следы стен, окружавших монастырь, заросли травой и кустарниками. Древняя дорога, ясно заметная ещё и теперь, вела к морю и к древнему городу Лампасу, который находился ниже, при деревне Кучук-Ламбат,
 а также в путеводителе «Путеводитель по Крыму» Головкинского 1894 года. Про древнюю греческую церковь тот же профессор Головкинский упоминает в отчёте «Источники Чатырдага и Бабугана» 1893 года; в других исторических работах упоминаний старинной церкви пока не найдено.